# Steimbker Kuhlen
Die Steimbker Kuhlen sind ein Naturschutzgebiet in der niedersächsischen Gemeinde Steimbke in der Samtgemeinde Steimbke im Landkreis Nienburg/Weser.
Das Naturschutzgebiet mit dem Kennzeichen NSG HA 073 ist 165 Hektar groß. Es liegt nördlich von Steimbke am Rand des Lichtenmoores, welches noch großflächig abgetorft wird. Im Nordosten grenzt es direkt an das Naturschutzgebiet „Rodewalder Lichtenheide“, im Südosten schließt sich das Naturschutzgebiet „Rodewalder Wiehbuschwiesen“ an.
Das Gebiet stellt ein Hochmoorbereich unter Schutz. In das Naturschutzgebiet einbezogen sind angrenzende Heide- sowie Grünlandflächen. Im Südosten des Gebietes sind auch einige Ackerflächen zu finden. Ein Teil der landwirtschaftliche Nutzflächen im Naturschutzgebiet sollen aus der Nutzung genommen werden. 
Das Naturschutzgebiet entwässert über Gräben in Richtung der Alpe, einem Nebenfluss der Aller.
Das Gebiet steht seit dem 28. Juni 1984 unter Naturschutz. Zuständige untere Naturschutzbehörde ist der Landkreis Nienburg/Weser.